# Ночь живых бомжей
«Ночь живых бомжей» (англ. Night of the Living Homeless) — эпизод 1107 (№ 160) сериала «Южный парк», премьера которого состоялась 18 апреля 2007 года. Серия посвящена проблеме бездомных и пародирует фильм «Рассвет мертвецов». Название — намёк на фильм «Ночь живых мертвецов».

## Сюжет
Друзья хотят поиграть в баскетбол, но на спортивной площадке обнаруживают нескольких бомжей. Кайл считает, что надо как-то это решить, и Картман с ним согласен, но выясняется, что у них разные подходы к решению.
На совещании у мэра горожане говорят о бездомных так, будто они не являются людьми. Например, Рэнди предлагает переработать всех бомжей в городе на автомобильные покрышки, чтобы они были полезны обществу. Кайл даёт бомжу 20 долларов, и после этого в город приходит ещё больше бомжей. Они пристают к Рэнди, чтобы тот дал им мелочь. Поведение бомжей всё больше напоминает поведение зомби. Положение выходит из-под контроля, и бездомные захватывают город.
Рэнди, Джеральд, Джимбо и родители Баттерса оказываются окружены и прячутся на крыше здания. Джеральд решает добраться до автобуса и уехать, но использует всю мелочь, чтобы отвлечь бомжей, и сам начинает ходить и клянчить мелочь — «становится одним из них», по словам Рэнди. Тем временем друзья отправляются в соседний город, чтобы узнать, как в нём справляются с бомжами. Но соседний город оказывается в руинах. Друзей встречают вооруженные люди и рассказывают им, что бездомные пришли в их город 3 месяца назад и собрали столько мелочи, что уже могли покупать собственные дома. Тогда бомжей стало невозможно отличить от нормальных людей, все стали друг друга подозревать и началась война всех против всех. В конце концов горожане опубликовали брошюры «Саут-Парк — рай для бездомных!» и отправили всех бомжей в Саут-Парк.
Мальчики берут автобус, обшивают его железом, устанавливают на нём громкоговоритель, приезжают в Саут-Парк и посреди толпы бездомных поют песню о том, что в Калифорнии бомжам живется отлично, там богатые люди постоянно раздают мелочь и другие блага для бомжей. Толпа бездомных уходит вслед за автобусом в Калифорнию, Саут-Парк спасён.

## Пародии
- Серия является пародией на фильмы «Рассвет мертвецов» и «Ночь живых мертвецов» Джорджа Ромеро и их одноимённые ремейки, снятые Заком Снайдером и Томом Савини.
- Песня Кайла, Стэна и Картмана — пародия на песню Тупака «California Love».

## Факты
- Когда Джеральд покидает группу горожан, спасающихся в городском центре, он говорит, что постарается добраться на автобусе до города Фэрплей. Это реальный город, который послужил прототипом для вымышленного городка Саут-Парк.
- В конце песни о Калифорнии есть слова «А в городе Венис, прямо напротив дома Мэтта, можете дрыхнуть, если вы бездомный». Это отсылка на то, что вдохновение для создания серии было вызвано тем, что Мэтт Стоун был раздражён ситуацией с бездомными в Венис, где он проживал на тот момент.
- Город Эвергрин, куда герои приехали за помощью, реально существует в штате Колорадо с населением в 9 038 чел (2010). Примечательно, что на рухнувшей табличке количество населения указано 28 000 человек.